# Poręba (obraz Stanisława Masłowskiego)
Poręba – obraz - akwarela, o wymiarach 23,6 x 16,8 cm, polskiego malarza Stanisława Masłowskiego (1853–1926) z 1980 roku, znajdująca się (2022) w zbiorach Muzeum Narodowego w Warszawie

## Opis
Akwarela, o wymiarach 23,6 x 16,8 cm, sygnowana: "S.MASŁOWSKi.i880", przedstawia scenę rodzajową na tle pejzażu leśnego. 
Na pierwszym planie, w dolnej części płaszczyzny obrazu widoczny jest wielobarwny, zielono-żółtawy i miejscami brązowy fragment gruntu z wystającą z ziemi karpą ściętego drzewa i rozrzuconymi bezładnie gałązkami. Głębiej widoczne są figury dwu mężczyzn i szczapy drewna ułożone w zabezpieczone pionowymi palami stosy, na tle niewielkiej leśnej polanki (poręby). Jeden z mężczyzn - odziany w szaro-błękitnawy, spięty pasem płaszcz, jest ustawiony plecami do widza, twarz drugiego z ciemnym zarostem, z głową przykrytą maciejówką, jest ukazana między pierwszym mężczyzną a sąsiednim stosem. 
Tło obrazu, trzeci plan, stanowi drzewostan złożony z młodych drzew - zwłaszcza brzóz wyróżniających się białą korą. Jeszcze głębiej, po lewej, jest widoczny drugi podobny stos.
Natomiast, na dalszym planie widać w licznych miejscach sylwety drzew. Górną część obrazu zajmują obficie ulistnione, zielone korony młodych brzóz, zza których dostrzegalny jest błękit nieba, a ponad nimi - biel obłoków. 
W dolnym, prawym narożniku obrazu widać czytelną sygnaturę artysty: "S.MASŁOWSKi.i880" (w dacie jedynka została opatrzona u góry kropką).
Całość obrazu utrzymana jest głównie w zielonym, wiosennym lub letnim kolorycie.

## Dane uzupełniające
Obraz - dzieło dwudziestosiedmioletniego artysty - pochodzi z wczesnego, ale zarazem przełomowego okresu jego twórczości, dzięki nawiązaniu bliskich kontaktów koleżeńskich z postępową grupą malarzy i pisarzy współpracującą z 'Wędrowcem' - z A. Gierymskim i A. Sygietyńskim i z młodymi J. Pankiewiczem i W. Podkowińskim. Powstały wtedy między innymi takie obrazy, jak "Moczary" (1880) (Muzeum Narodowe w Warszawie) i nieco później (1884) - "Wschód księżyca" (Muzeum Narodowe w Krakowie – Oddział w Sukiennicach).
Miejsce powstania akwareli nie jest określone. Powstała w plenerze. Ukazuje pejzaż młodego lasu, który można było spotkać zarówno na Mazowszu, Podlasiu, jak na Polesiu.
Obraz należy do szeroko reprezentowanego, zwłaszcza w późniejszych latach, wiejskiego wątku w twórczości artysty. 
Rezultatem ciągłego bliskiego kontaktu z naturą – zdaniem jego syna, historyka sztuki, Macieja Masłowskiego – były w latach osiemdziesiątych liczne niewielkie, ale pionierskie krajobrazy. Zaliczał on do nich „Lasek” i „Moczary” (z dawnej kolekcji Feliksa Jasieńskiego - później w zbiorach krakowskiego Muzeum Narodowego), a także „Pociąg” i „Łubin z wiatrakiem” ze zbiorów prywatnych. Były to, według niego, "przykłady bardzo wczesnego pleneru, przykłady przejścia ponad zimnym światłocieniem i suchą fotograficznością wprost do plamy i koloru."
W omawianym obrazie dostrzegalny jest rezultat owego nieustannego związku artysty z naturą jako "precyzyjna znajomość widzialnego świata". Pamiętał on bowiem do później starości [...] "wszystkie prastare części wozu, pługa, sochy [...] dziesiątki narzędzi pracy, części stroju, elementy architektury wiejskiej, znał najdokładniej ich konstrukcję, umiał je rysować z pamięci z najdrobniejszymi szczegółami. Znał na pamięć budowę liścia, kwiatu, ptaka, owadu, człowieka, pamiętał wszystkie wiązadła, mutry, śruby, przęsła tej olbrzymiej różnorodnej budowli natury. Ta wiedza specjalna [...] wiedza kształtu  dociekliwa, precyzyjna, jubilerska, pamięć każdej formy sprawiała zapewne w jego malarstwie to, że kiedy malował na plamę, na kolor, każdy kleks definiował formę, że dekoracyjność plamy i barwa nie tylko pokrywały formę, ale były jej najbardziej trafnym i zwięzłym konstruktywnym ekwiwalentem."
Wyżej wymienione cechy jego twórczej osobowości są widoczne w omawianym obrazie. 

## Literatura
- Stanisław Masłowski – Materiały do życiorysu i twórczości, oprac. Maciej Masłowski, Wrocław, 1957, wyd. „Ossolineum”
- Polski Słownik Biograficzny, Wrocław – Warszawa – Kraków – Gdańsk, 1975, wyd. „Ossolineum”, tom XX/1, zesz.84, ss. 129–131 – hasło: „Masłowski Stanisław (1853-1926)”
- Maciej Masłowski: Wstęp do albumu „Stanisław Masłowski – akwarele 12 reprodukcji barwnych”, Warszawa 1956, wyd. „Sztuka”